# بخش جفرسون (شهرستان کرافورد، اوهایو)
بخش جفرسون (به انگلیسی: Jefferson Township) یک منطقهٔ مسکونی در ایالات متحده آمریکا است که در شهرستان کرافورد، اوهایو واقع شده‌است.
 بخش جفرسون ۴۹٫۰ کیلومتر مربع مساحت و ۱٬۵۷۶ نفر جمعیت دارد و ۳۳۹ متر بالاتر از سطح دریا واقع شده‌است.